# Ligne rouge du métro de Dubaï
La ligne rouge est l'une des deux lignes en activité du réseau du métro de Dubaï, aux Émirats arabes unis.

## Histoire
La première section de cette ligne a été inaugurée le 9 septembre 2009 et la construction a été terminée officiellement le 28 avril 2010. 

## Caractéristiques
Elle comporte 29 stations et mesure 52,1 km avec la répartition suivante : 44,1 km en aérien, 3,3 km au sol et 4,7 km en souterrain.
La ligne relie Al Rashidiya (en), dans la partie ancienne de Dubaï, et l'aéroport international de Dubaï, en passant par les nouveaux quartiers d'affaires de la ville à Jebel Ali et le littoral.
Deux stations font la correspondance avec la ligne verte.